# Saxparty 15
Saxparty 15 är ett studioalbum från 1988 av det svenska dansbandet Ingmar Nordströms på skivmärket Frituna. Albumet placerade sig som högst på 21:a plats på den svenska albumlistan.

## Låtlista
1. En enda natt med dig (Lasse Holm)
2. Tid (en sång till alla flickor små) (Trad.arr:Sven-Erik Magnusson-Text: Ingela Forsman)
3. Dag efter dag (Lasse Holm)
4. En gång ska vi åter mötas (Rudolf Maluck-Dan Ryde)
5. Gråa tinningars charm (Lennart Clerwall-Christer Lundh)
6. Jag vill veta var vi står (This Old House) (Hans Bouwens-Christer Lundh)
7. Farewell Amanda (Cole Porter)
8. Alla vägar leder hem (J.C.Ericsson)
9. What a Wonderful World (George Douglas-George Weiss)
10. Dagens Ros (Lasse Westman-Lennart Sjöholm)
11. Rosalie (Martin Klaman-Keith Almgren)
12. Tack vare kärleken (Bert Månson)
13. Trettifyran (This Old House) (Stuart Humblen-Olle Adolphson)
14. Vem (When) (Paul Evans-Jack Reardon-Werner Svensson)

### Listplaceringar
| Lista (1988) | Topplacering |
| ------------ | ------------ |
| Sverige      | 21           |

### Fotnoter
1. ↑  Listplacering